# Костадин Алакушев
Костадин Алакушев е български революционер, деец на Вътрешната македоно-одринска революционна организация.

## Биография
Алакушев е роден в неврокопското село Търлис, тогава в Османската империя, днес Ватитопос, Гърция. Завършва Солунската българска мъжка гимназия и учителства в различни селища в Неврокопско и Сярско. Става член на ВМОРО и участва в Илинденско-Преображенското въстание в четата на Стоян Мълчанков. В 1907 година става член на Околийския комитет на ВМОРО в Неврокоп. В 1909 година е в отряда на Яне Сандански, който взима участие в похода към Цариград. В 1909 година участва в създаването на секция на Народната федеративна партия в Неврокоп.
В 1908 година Алакушев е сред основателите на Дружеството на основните учители в Неврокопско, от 1911 е в бюрото на дружеството, а в 1912 година е делегат на V конгрес на Съюза на основните учители в Турция.
В 1912 година Алакушев заедно със Стойко Пашкулев и Благой Матеров е отвлечен и убит край село Фотовища (днес Огняново) от Михаил Скендеров и В. Зайков.